# لوکناو
لوکناو (به آلمانی: Luckenau) یک منطقهٔ مسکونی در آلمان است که در تسایتس واقع شده‌است.
 لوکناو  ۵۹۳ نفر جمعیت دارد.